# Nico Schlotterbeck
Nico Cedric Schlotterbeck (Waiblingen, 1 de diciembre de 1999) es un futbolista alemán que juega en la posición de defensa para el Borussia Dortmund de la Bundesliga. Es internacional con la selección de fútbol de Alemania.

## Trayectoria
Tras formarse como futbolista en el VfR Aalen y en el Karlsruher SC, finalmente en 2012 pasó a la disciplina del SC Friburgo. Allí empezó a subir de categoría hasta que en 2018 debutó con el segundo equipo. En esa misma temporada, la 2018-19, el 9 de marzo de 2019 debutó con el primer equipo, haciendo su debut como profesional en un encuentro de la Bundesliga contra el Hertha BSC.
El 31 de julio de 2020 fue cedido al F. C. Union Berlin una temporada, siguiendo de este modo el mismo camino que su hermano Keven había realizado la campaña anterior. Tras la misma regresó a Friburgo, donde jugó un año más antes de marcharse al Borussia Dortmund de cara al curso 2022-23.

## Selección nacional
Tras haber sido internacional en categorías inferiores, el 26 de marzo de 2022 debutó con la selección de Alemania en un amistoso ante Israel en el que los alemanes se impusieron por dos a cero.

#### Participaciones en Copas del Mundo
| Mundial           | Sede  | Resultado    | Partidos | Goles |
| ----------------- | ----- | ------------ | -------- | ----- |
| Copa Mundial 2022 | Catar | Primera fase | 2        | 0     |

### Participaciones en Eurocopas
| Copa          | Sede     | Resultado        | Partidos | Goles |
| ------------- | -------- | ---------------- | -------- | ----- |
| Eurocopa 2024 | Alemania | Cuartos de final | 2        | 0     |

## Estadísticas

### Clubes
Actualizado al último partido disputado el 30 de marzo de 2025.
| Club                          | Div.          | Temporada     | Liga  | Liga  | Copas nacionales | Copas nacionales | Copas internacionales | Copas internacionales | Total | Total |
| Club                          | Div.          | Temporada     | Part. | Goles | Part.            | Goles            | Part.                 | Goles                 | Part. | Goles |
| ----------------------------- | ------------- | ------------- | ----- | ----- | ---------------- | ---------------- | --------------------- | --------------------- | ----- | ----- |
| S. C. Friburgo II · Alemania  | 4.ª           | 2018-19       | 23    | 2     | —                | —                | —                     | —                     | 23    | 2     |
| S. C. Friburgo II · Alemania  | 4.ª           | 2019-20       | 1     | 0     | —                | —                | —                     | —                     | 1     | 0     |
| S. C. Friburgo II · Alemania  | Total club    | Total club    | 24    | 2     | 0                | 0                | 0                     | 0                     | 24    | 2     |
| S. C. Friburgo · Alemania     | 1.ª           | 2018-19       | 4     | 0     | 0                | 0                | —                     | —                     | 4     | 0     |
| S. C. Friburgo · Alemania     | 1.ª           | 2019-20       | 13    | 0     | 1                | 0                | —                     | —                     | 14    | 0     |
| F. C. Union Berlin · Alemania | 1.ª           | 2020-21       | 16    | 1     | 1                | 1                | —                     | —                     | 17    | 2     |
| F. C. Union Berlin · Alemania | Total club    | Total club    | 16    | 1     | 1                | 1                | 0                     | 0                     | 17    | 2     |
| S. C. Friburgo · Alemania     | 1.ª           | 2021-22       | 32    | 4     | 6                | 0                | —                     | —                     | 38    | 4     |
| S. C. Friburgo · Alemania     | Total club    | Total club    | 49    | 4     | 7                | 0                | 0                     | 0                     | 56    | 4     |
| Borussia Dortmund · Alemania  | 1.ª           | 2022-23       | 28    | 4     | 3                | 0                | 8                     | 0                     | 39    | 4     |
| Borussia Dortmund · Alemania  | 1.ª           | 2023-24       | 33    | 2     | 3                | 0                | 12                    | 0                     | 48    | 2     |
| Borussia Dortmund · Alemania  | 1.ª           | 2024-25       | 23    | 0     | 2                | 0                | 12                    | 0                     | 37    | 0     |
| Borussia Dortmund · Alemania  | Total club    | Total club    | 84    | 6     | 8                | 0                | 32                    | 0                     | 124   | 6     |
| Total carrera                 | Total carrera | Total carrera | 173   | 13    | 16               | 1                | 32                    | 0                     | 221   | 14    |